# Jacinto Benavente

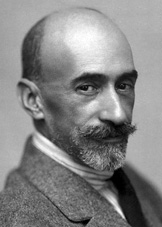
Jacinto Benavente

Jacinto Benavente y Martínez (* 12. August 1866 in Madrid; † 14. Juli 1954 ebenda) war ein spanischer Dramatiker und Journalist und Träger des Nobelpreises für Literatur 1922. Er gilt als Begründer des modernen spanischen Theaters.

## Leben
Jacinto Benavente begann ein Jurastudium in Madrid, das er aber nach dem Tod seines als Arzt bekannten Vaters abbrach. Stattdessen unternahm er ausgedehnte Reisen durch Europa. Dafür stand ihm das umfangreiche Erbe seines Vaters zur Verfügung. Während seiner Reisen wirkte er als Laienschauspieler und Zirkusdirektor. Zurück in Spanien schrieb er für Zeitungen und Zeitschriften. Später war er Chefredakteur der Zeitschrift La vida literaria und arbeitete zugleich bei den Zeitschriften La Ilustración und El imparcial. Sein Theaterstück Gente conocida verhalf ihm zum Durchbruch und begründete eine glanzvolle Karriere bis zu seinem Tod. Wegen seiner Verdienste wurde er 1920 Intendant des spanischen Nationaltheaters. Mit seinen fast 200 Stücken belebte Benavente das spanische Theater enorm. Diese Tatsache fand ihre Würdigung im Jahr 1922 durch die Verleihung des Nobelpreises für Literatur „für die Erneuerung der ruhmvollen Tradition des spanischen Theaters“. 1947 wurde er Ehrenpräsident des Internationalen Schriftsteller- und Komponistenverbands.
Wie viele andere Intellektuelle in Spanien machte Benavente einen extremen politischen Wandel durch. Zu Beginn des 20. Jahrhunderts und während des spanischen Bürgerkriegs prangerte er die sozialen Missstände an (z. B. in Los intereses creados), gründete 1933 die Asociación de Amigos de la Unión Soviética und unterstützte die spanische Volksfront und die Republik. 

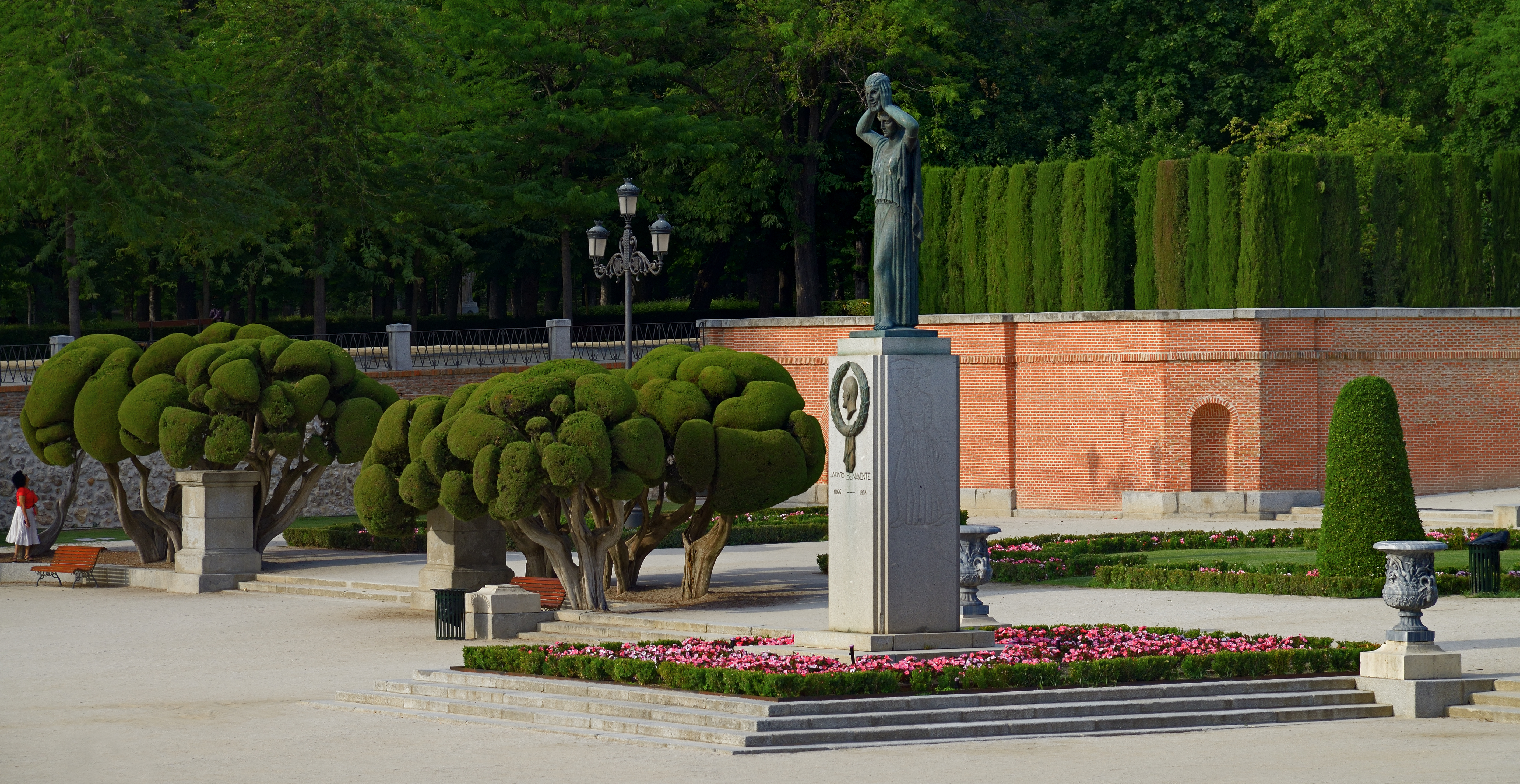
Denkmal im Retiro-Park in Madrid.

Nach Ende des Bürgerkriegs bekundete er 1947 jedoch bei einer Demonstration auf der Plaza de Oriente in Madrid seine Unterstützung für Franco.
Er gilt bis heute als Begründer des modernen spanischen Theaters.
Jacinto Benavente y Martínez, der sein Leben lang unverheiratet geblieben war, starb im Alter von 87 Jahren am 14. Juli 1954 in Madrid. Im Retiro-Park steht ein Denkmal für ihn.

## Werke (Auswahl)
- La ciudad alegre y confiada (1916) [dt. Die frohe Stadt des Leichtsinns, 1919]
- Los intereses creados (1908) [dt. Der tugendhafte Glücksritter, 1917]
- Su amante esposa (1950) [dt. Seine zärtliche Gattin, 1950]